# Organiste téité
Espèce
Statut de conservation UICN

 LC : Préoccupation mineure
L'Organiste téité (Euphonia violacea), anciennement appelé Organiste teité, est une espèce de passereaux d'Amérique centrale de la famille des Fringillidae.

## Description morphologique

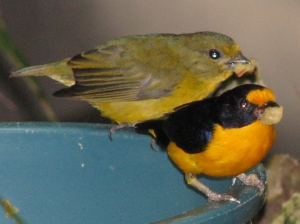
Couple d'organistes téïtés

Les adultes font 11 cm de longueur pour un poids de 14 g.
Le dimorphisme sexuel est très prononcé chez cette espèce : le mâle a le sommet du corps noir brillant avec le front et le ventre d'un profond jaune d'or. La femelle et les juvéniles sont vert olive dessus et jaune verdâtre sur le dessous.

## Écologie et comportement

### Régime alimentaire
Ce sont des oiseaux sociaux qui mangent principalement de petits fruits et plus rarement des insectes.

### Chant
Le chant de l'organiste téïté est un mélange divers de notes musicales, de couics, de vibrations et d'imitations.

### Reproduction
L'organiste téïté construit son nid dans les forêts, dans une souche d'arbre ou une cavité, où la femelle pond, puis couve, quatre, parfois trois œufs blancs tachetés de rouge.

## Répartition et habitat
Cet oiseau se trouve en Trinité-et-Tobago, au Venezuela au Paraguay, en Argentine, sur l'ensemble du Plateau des Guyanes, et au Brésil dans la partie inférieure du bassin de l'Amazone.

## Systématique

### Sous-espèces
D'après la classification de référence (version 5.2, 2015) du Congrès ornithologique international, cette espèce est constituée des trois sous-espèces suivantes (ordre phylogénique) :
- Euphonia violacea rodwayi (T. E. Penard, 1919) ;
- Euphonia violacea violacea (Linnaeus, 1758) ;
- Euphonia violacea aurantiicollis W. Bertoni, 1901.

## Menaces et conservation
Les membres du genre Euphonia sont appréciés en tant qu'oiseaux de cage et plusieurs espèces sont ainsi donc menacées. Fort heureusement, elles bénéficient cependant d'un habitat relativement inaccessible.

## Philatélie
L'organiste téïté figure sur certaines éditions de timbres de Trinité-et-Tobago de 1990, 1994 et 1997. (2 $).